# Vilson Džoni
Vilson Džoni (albanisch Vilson Gjoni; * 24. September 1950 in Split, SFR Jugoslawien, heute Kroatien) ist ein ehemaliger jugoslawischer Fußballspieler. Der Außenverteidiger gehört zur „goldenen Generation“ der 1970er Jahre des Vereins Hajduk Split.

## Karriere
Džoni wurde in der ersten jugoslawischen Liga erstmals in der Spielzeit 1968/69 eingesetzt und wurde in den folgenden Jahren mit Hajduk dreimal jugoslawischer Meister und fünfmal Pokalsieger. Nachdem er 1978 zu Dinamo Zagreb gewechselt war und dort als Verteidiger in einer Saison 11 Tore erzielt hatte, verpflichtete ihn 1979 der FC Schalke 04. In der Bundesliga bestritt er 55 Spiele und erzielte dabei sechs Tore. 1982 wechselte er in die zweite Liga zur SG Wattenscheid 09, für die er in 130 Zweitligaspielen 19 Tore erzielte. 1986 beendete er seine aktive Laufbahn.
Für die jugoslawische Nationalmannschaft absolvierte er zwischen 1974 und 1978 vier Spiele.

## Nach der Karriere
Seit seinem Karriereende ist Džoni als Scout tätig.

## Erfolge
- Jugoslawischer Meister 1971, 1974 und 1975
- Jugoslawischer Pokalsieger 1972, 1973, 1974, 1976 und 1977
- Jugoslawiens Fußballer des Jahres 1978